# Слатина-в-Рожній Долині
Слатина-в-Рожній Долині (словен. Slatina v Rožni dolini) — поселення в общині Целє, Савинський регіон, Словенія. 
Висота над рівнем моря: 298,7 м.